# Igreja Ortodoxa Albanesa
A Igreja Ortodoxa Autocéfala da Albânia (em albanês:  Kisha Ortodokse Autoqefale e Shqipërisë) é uma jurisdição autocéfala da Igreja Ortodoxa na Albânia. Declarada autocéfala subsequentemente à independência do país, faz hoje a maioria de seus ofícios em albanês, mas em regiões com muitos falantes de grego, usa-se a língua local, de forma que é a única liturgia ortodoxa canônica que usa o grego moderno, diferentemente do koiné, preferido no restante do mundo helênico. Também há ofícios em macedônio para esta minoria linguística.

## História
O Cristianismo chegou ao país no século I, tendo São Paulo afirmado pregar em Ilírico e lendas locais afirmando que pregou em Durrës. A Albânia ficou dividida entre o Cristianismo latino e bizantino, e durante o jugo otomano ainda passou por conversões massivas ao Islã, até que os ortodoxos a sul do Rio Drin foram postos sob a autoridade do Patriarcado de Constantinopla.
Tensões entre os ortodoxos albaneses e Constantinopla mostraram-se latentes após o Incidente Hudson de 1907, quando Krishnaq Dishnica, um imigrante albanês em Hudson (Massachusetts) que fora excomungado por atividades patrióticas, faleceu e teve ritos fúnebres negados pelos padres gregos da região, enfurecendo a comunidade albanesa. O cantor Fan Noli viu no incidente uma oportunidade para a emancipação eclesial de seu povo, sendo ordenado pelo arcebispo Platão Rozhdestvenski, primaz da Igreja Ortodoxa Russa nos Estados Unidos, e feito chefe da Missão Ortodoxa Albanesa na América, hoje parte da Igreja Ortodoxa na América. Pouco após sua declaração de independência do Império Otomano, Fan viajou para a Albânia, onde se tornou o primeiro hierarca da igreja local, que em 1922 finalmente declarou sua autocefalia em um concílio realizado em Berati, o que apenas foi reconhecido em 1937 pelo patriarca Benjamim I de Constantinopla. Fan ainda se tornaria primeiro-ministro de seu país.
A Igreja foi fechada em 1967 no regime de ateísmo de Estado de Enver Hoxha. Ao fim do regime comunista, quando a liberdade religiosa foi restaurada, havia apenas 22 padres ortodoxos vivos, para lidar com essa situação o patriarca de Constantinopla Bartolomeu nomeou Anastácio como exarca patriarcal da Igreja albanesa, e a instituição foi revitalizada desde então. No momento, existem cerca de 135 presbíteros servindo 909 paróquias.

## Arcebispos
O Arcebispo de Tirana e Durrës é o primaz da Igreja Ortodoxa Autocéfala da Albânia. Também é chefe do Santo Sínodo. O último arcebispo de Tirana foi Anastásio da Albânia.
- Bessarião (1929 - 1937) - Não reconhecido pelo Patriarcado de Constantinopla;
- Cristóvão (1937 - 1949);
- Paísio (1949 - 1966);
- Damião (1966 -1973);
  - Vago (1973 -1992) - Durante a era comunista.
- Anastácio (1992 - 2025).
- João (2025- atualmente)

## Organização

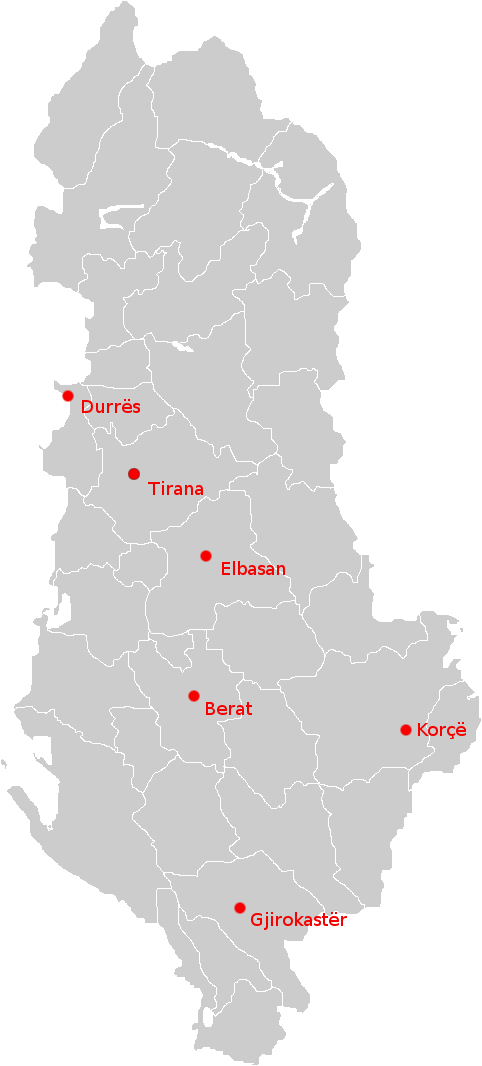
Sés albanesas (2008).

O Santo Sínodo dos Bispos foi criado em 1997 e é atualmente composto por:
- Arcebispo de Tirana, Durrës e de Toda a Albânia - Vacante;[9]
- Metropolita de Berat - Astio;[11][12]
- Metropolita de Korça, João;[13]
- Metropolita de Gjirokastra - Demétrio;[14]
- Metropolita de Apollonia e Fier - Nicolau;[15]
- Metropolita de Elbasan - Antônio;[16]
- Metropolita titular de Amântia - Natanael;[17]
- Bispo titular de Kruja - Anastásio;[18]
- Secretário Geral Protopresbítero: Padre Jani Trebicka.